# Leopold B. Felsen
Leopold Benno Felsen (geboren 7. Mai 1924 in München; gestorben 24. September 2005 in Boston) war ein US-amerikanischer Wissenschaftler deutscher Herkunft. Felsen war Vorreiter der "Theorie der elektromagnetischen Felder".

## Leben
Leopold Benno Felsen war ein Sohn des Kaufmanns Markus Felsen und der Anna Karfiol, er hatte eine Schwester, die 1943 im Warschauer Ghetto Opfer der deutschen Judenverfolgung wurde. Felsen wurde Mitglied der jüdischen Jugendorganisation Habonim Dror. Er besuchte die Ludwigs-Realschule in München, aus der er 1939 ausgeschlossen wurde. Seine Eltern und er emigrierten 1939 nach England und von dort 1940 in die USA, wo er sich zunächst als Hilfsarbeiter und Elektriker durchschlug. 
Felsen wurde 1943 Soldat. Er studierte am Polytechnic Institute of Brooklyn Elektrotechnik, 1948 mit einem Abschluss als B.E.E. und 1949 als M.E.E. Er wurde 1952 promoviert. Später wurde er Professor am Polytechnic University of Brooklyn, bis er 1994 pensioniert wurde. Anschließend lehrte er noch an der Boston University zu Themen der Raumfahrttechnik, Maschinenbau und Elektrotechnik. Insgesamt veröffentlichte er über 350 Bücher und andere Publikationen. Sein Werk Radiation and the Scattering of Waves  gilt als wegweisend zur Antennentechnik und zur Ausbreitung elektromagnetischer Wellen. Er veröffentlichte auch Gedichte zu diesem und anderen naturwissenschaftlichen Themen in der von ihm eingerichteten Kolumne Poet's Corner in einer Zeitschrift des IEEE.
Felsen erhielt 1969 den Preis Antenna and Propagation Society’s Best Paper Award, 1975 die Baltasar van der Pol-Goldmedaille und 1991 die IEEE Heinrich Hertz-Goldmedaille. Im Jahr 2004 wurde ihm der Ehrendoktortitel der Technischen Universität München verliehen.